# 北島智子
北島 智子（きたじま ともこ、1960年9月1日 - 2017年8月12日）は、日本の厚生労働技官、医師。
女性初の新潟県副知事や、環境省総合環境政策局環境保健部長、厚生労働省関東信越厚生局長等を務めた。東京都生まれ。

## 略歴
- 1986年（昭和61年）

3月 - 日本大学医学部卒業。
6月 - 埼玉県庁に入庁し、衛生部医療整備課に配属。
- 1988年（昭和63年） - 厚生省に入省[4]し、保健医療局疾病対策課結核・感染症対策室に配属[5]。
- 1990年（平成2年） - 厚生省大臣官房統計情報部衛生統計課課長補佐[5]。
- 1992年（平成4年） - 文部省体育局学校健康教育課専門員[4]。
- 1994年（平成6年） - 山梨県厚生部健康増進課長[4]。
- 1997年（平成9年） - 厚生省児童家庭局母子保健課課長補佐[4]。
- 1999年（平成11年） - 青森県健康福祉部次長[4]。
- 2001年（平成13年） - 同部長[4]。
- 2002年（平成14年） - 厚生労働省医政局指導課医療計画推進指導官[4]。
- 2004年（平成16年） - 厚生労働省医政局総務課医療安全推進官（医療安全推進室長兼職）[4]。
- 2005年（平成17年） - 厚生労働省医薬食品局食品安全部基準審査課新開発食品保健対策室長[5]。
- 2006年（平成18年） - 国立感染症研究所企画調整主幹[4]。
- 2008年（平成20年） - 国立国際医療センター国際医療協力局長[4]。
- 2010年（平成22年） - 独立行政法人国立国際医療研究センター国際医療協力部長[4]。
- 2011年（平成23年） - 新潟県副知事[4]。
- 2013年（平成25年） - 厚生労働省社会・援護局障害保健福祉部精神・障害保健課長[6]。
- 2014年（平成26年） - 環境省総合環境政策局環境保健部長[6]。
- 2016年（平成28年） - 厚生労働省医薬・生活衛生局生活衛生・食品安全部長[7]。
- 2017年（平成29年）

7月 - 厚生労働省関東信越厚生局長。
8月12日 - 東京都港区のマンションにて、弟に包丁で刺殺される。事件当時の弟は精神疾患を抱えており、鑑定留置の後に不起訴処分となった。東京地検は心神喪失者等医療観察法に基づく審判を東京地裁に申し立てた。

## その他
- 環境省では、女性で初めて本省部長に登用された[11]。